# Władysław Dobrowolski
Władysław Dobrowolski (Będzin, 2 de enero de 1896-Varsovia, 25 de febrero de 1969) fue deportista polaco que compitió en esgrima y en atletismo, quien además ejerció de Mayor durante el transcurso del Alzamiento de Varsovia durante la Segunda Guerra Mundial.

## Trayectoria deportiva
Participó en tres Juegos Olímpicos de Verano, obteniendo una medalla de bronce en Los Ángeles 1932 en esgrima. Ganó una medalla de bronce en el Campeonato Mundial de Esgrima de 1934.
| Juegos Olímpicos   | Juegos Olímpicos             | Juegos Olímpicos  | Juegos Olímpicos  |
| Año                | Lugar                        | Medalla           | Prueba            |
| ------------------ | ---------------------------- | ----------------- | ----------------- |
| 1932               | Los Ángeles (Estados Unidos) | Medalla de bronce | Sable por equipos |
| Campeonato Mundial |                              |                   |                   |
| Año                | Lugar                        | Medalla           | Prueba            |
| 1934               | Varsovia (Polonia)           | Medalla de bronce | Sable por equipos |

## Trayectoria militar
De joven participó activamente en el movimiento independentista polaco, formando parte de la Polska Organizacja Wojskowa. Dobrowolski combatió en la guerra polaco-soviética y en la campaña de septiembre de la Segunda Guerra Mundial. Posteriormente fue condecorado durante el régimen comunista implantado en Polonia, además de tomar parte en el Juicio-farsa de la Curia de Cracovia.